# Retaule de Son
El Retaule de Son o Retaule de Sant Just i Sant Pastor de Son és un retaule gòtic obra de Pere Espallargues (part superior i portes) i del Mestre de Son (predel·la), creat a finals del segle XV. Es troba a l'església de Sant Just i Sant Pastor de Son (Son, Alt Àneu, Pallars Sobirà), excepte la predel·la, que es conserva en diferents museus i col·leccions particulars. En les 23 peces s'hi representen diverses escenes: la Mare de Déu i el nen, l'Anunciació, la Visitació, la Nativitat, l'Epifania i el martiri dels sants Just i Pastor, entre altres representacions sacres. A la predel·la s'hi representa la Passió de Crist.
Durant la Guerra Civil Espanyola fou traslladat a Lleida i fou en aquest moment que desaparegué la predel·la. El 1940 tornà a Son i el 1989 fou restaurat. És l'únic retaule de les Valls d'Àneu que es conserva gairebé íntegre i al seu emplaçament original.